# August Carl von der Malsburg
August Carl von der Malsburg (* 12. September 1705 auf Schloss Escheberg; † 24. April 1766 in Marburg) war Offizier der Hessen-kasselschen Armee, zuletzt Generalleutnant, und Befehlshaber des Infanterie-Regiments von der Malsburg, u. a. in der Schlacht an der Brücker Mühle.

## Leben

### Herkunft und Familie

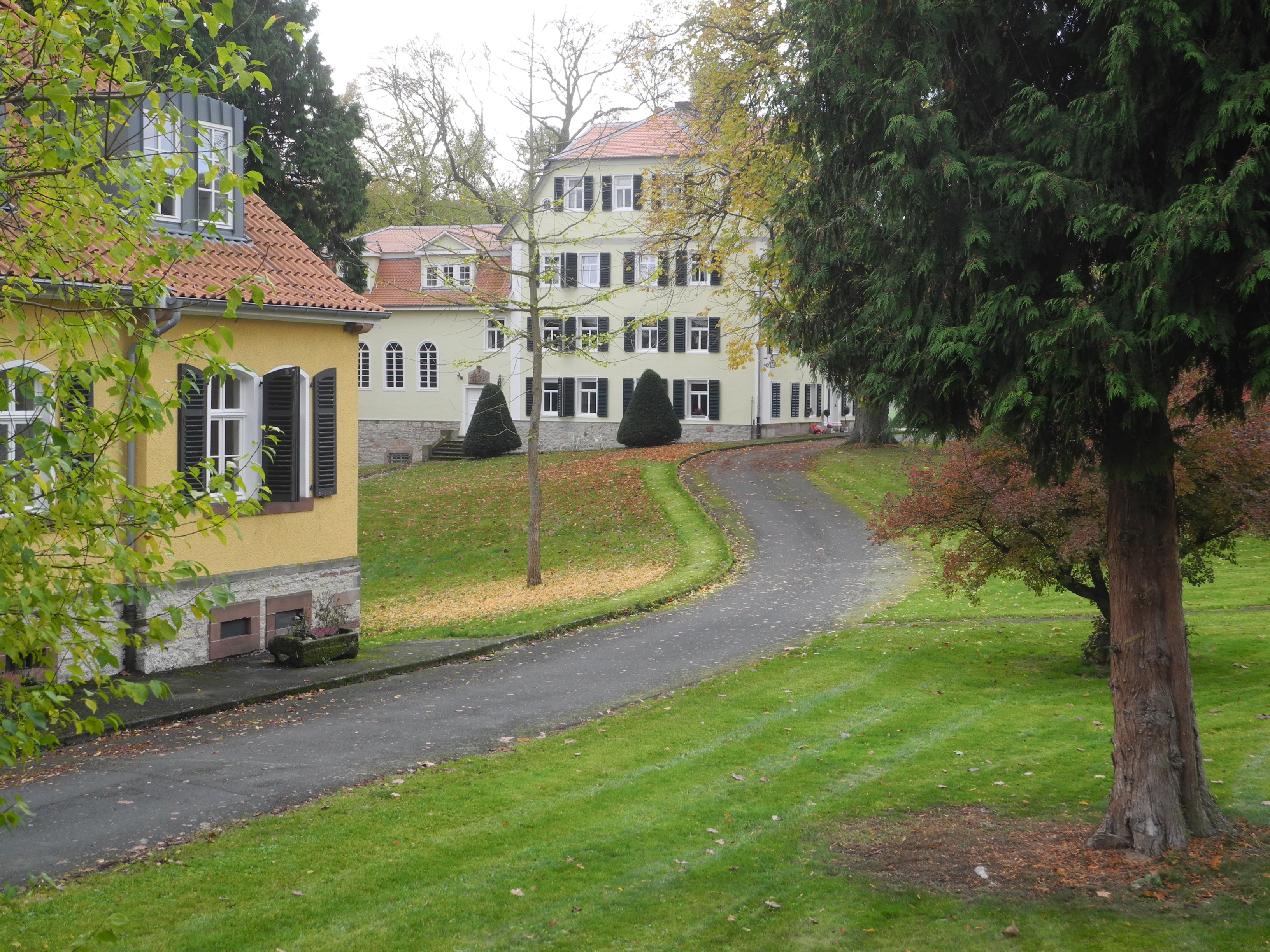
Schloss Escheberg, 1752 durch August Carl von der Malsburg erweitert

August Carl von der Malsburg entstammte dem niederhessischen Uradelsgeschlecht von der Malsburg, aus dem namhafte Persönlichkeiten hervorgegangen sind. Er war ein Sohn des Rittmeisters Anton Lothar von der Malsburg (1653–1712) und dessen Ehefrau Franziska geb. Mairhofen zu Aulenbach (1676–1769).
Am 6. Dezember 1741 heiratete er Luise von Nölting, Tochter des Waldecker Hofgerichtsrats Heinrich Bernhard von Nölting und der Hedwig geb. Kleinschmidt, mit der er die Kinder Carl Otto Johann (1742–1821, Staatsrat und Gesandter), Friedrich Wilhelm Anton (* 29. Januar 1745, Stabskapitän), Philipp Ludwig Wilhelm (1745–1796, Major), Henriette Charlotte Christiane (1748–1767, ⚭ 31. Dezember 1766 Georg Ernst von und zu Gilsa), und Raban Friedrich Lutter (1749–1750) hatte.
Am 18. September 1755 heiratete er in zweiter Ehe Friderica Charlotte von Mardefeld, Tochter des Generals Carl von Mardefeld und dessen Ehefrau Elisabeth geb. von Zeumer. Aus dieser Ehe stammten die Kinder Christian Carl (* 1756), Theodor Franz (* 1759) und Charlotte Henriette Caroline (* 1761).

### Werdegang
August Carl trat 1726 in das 2. Bataillon im Garde-Grenadier-Regiment der Hessen-kasselschen Armee ein. Dort wurde er 1732 zum Leutnant und 1740 (im 3. Bataillon) zum Hauptmann befördert. 1748 wurde er Oberwachtmeister im Infanterie-Regiment Prinz Friedrich. 1753 wurde er Oberstleutnant im Leibregiment. Er nahm an einer Anzahl wichtiger kriegerischen Auseinandersetzungen während des Siebenjährigen Krieges teil, darunter als Oberst im Regiment Prinz Carl an der Schlacht bei Hastenbeck am 26. Juli 1757, der Schlacht bei Krefeld (23. Juni 1758) und der Schlacht bei Bergen (13. April 1759).
1759 wurde er zum Kommandeur des Infanterie-Regiments von der Malsburg ernannt und 1760 wurde er zum Generalmajor befördert. Das Regiment kämpfte in der Schlacht bei Minden (1. August 1759), der Schlacht bei Warburg (31. Juli 1760) und der Schlacht bei Wilhelmsthal (24. Juni 1762) und spielte eine besonders wichtige Rolle am 21. September 1762 in der Schlacht an der Brücker Mühle bei Amöneburg, bei der Verteidigung der Schanze hinter der Brücke gegen massive französische Angriffe. 1765 wurde er zum Generalleutnant befördert und zum Kommandanten der Festung Marburg ernannt.
1752 ließ er das Schloss Escheberg, seinen Geburtsort, wesentlich erweitern, indem er an dessen Südseite einen hufeisenförmigen und Innenhof umschließenden Anbau hinzufügte.